# Allan Ray
Allan Ray, né le 17 juin 1984 dans le Bronx, à New York, est un joueur américain de basket-ball. Il évolue au poste d'arrière.

## Biographie
En novembre 2013, Ray rejoint le Cedevita Zagreb.